# Święty Krzyż (Nowa Słupia)
Święty Krzyż – część miasta Nowa Słupia, w Polsce, położona w województwie świętokrzyskim, w powiecie kieleckim, siedziba gminy Nowa Słupia.
Stanowi górską, zalesioną część Nowej Słupi, stanowiącą zachodnią połowę terytorium miasta. Obejmuje Łysą Górą, zwaną także Świętym Krzyżem, od której część miasta (oraz województwo świętokrzyskie) bierze swoją nazwę, wraz z znajdującymi się na niej bazyliką i klasztorem na Świętym Krzyżu oraz Radiowo-Telewizyjnym Centrum Nadawczym Święty Krzyż. Graniczy ze Świętokrzyskim Parkiem Narodowym, znajdującym się w jego otulinie.